# Руй Лопес де Вилялобос
Руй Лопес де Вилялобос (на испански: Ruy Lopez de Villalobos) е испански мореплавател и изследовател.

## Биография
Роден е около 1500 година в Малага, Испания.
През 1529 в Сарагоса, между Испания и Португалия се подписва договор за разделянето на света между двете страни. Съгласно този договор Филипините остават в сферата на влияние на Португалия, защото остават на запад от демаркационната линия, прекарана през Тихия океан, но юридическите тънкости не обезпокоили особено испанския кралски двор. Португалците все още не са се били добрали до Филипините и испанците използвайки това забавяне, решават да основат на островите, открити девет години по-рано от Магелан, испански гарнизони и по този начин да изпреварят Португалия post factum. В съответствие с тези планове през 1542 в Мексико е организирана флотилия от четири кораба – „Сантяго“, „Сан Антон“, „Сан Хорхе“, „Сан Хуан“, начело на която е назначен Руй Лопес де Вилялобос.
На 1 ноември 1542 флотилията отплава от Мексико за Филипините. В архипелага Ревиляхихедо, на 600 км от мексиканските брегове, Вилялобос открива островите Кларион (19,8 км2, 18°22′ с. ш. 114°44′ з. д. / 18.366667° с. ш. 114.733333° з. д.) и Рока Партида (19°00′ с. ш. 110°04′ з. д. / 19° с. ш. 110.066667° з. д.). На петдесет и петия ден от плаването в Маршаловите острови, в периода 26 декември 1542 – 6 януари 1543, испанците откриват атолите Вотие (3,2 км2, 26 декември, 9°26′ с. ш. 170°01′ и. д. / 9.433333° с. ш. 170.016667° и. д.), Ерикуб (0,6 км2, януари, 9°08′ с. ш. 170°00′ и. д. / 9.133333° с. ш. 170° и. д.), Малоелап (3,8 км2, 8°45′ с. ш. 171°04′ и. д. / 8.75° с. ш. 171.066667° и. д.), Кваджелейн (6,3 км2, 8°43′ с. ш. 167°44′ и. д. / 8.716667° с. ш. 167.733333° и. д.), Ликиеп (4 км2, 9°54′ с. ш. 169°08′ и. д. / 9.9° с. ш. 169.133333° и. д.), Вото (1,7 км2, 10°06′ с. ш. 165°58′ и. д. / 10.1° с. ш. 165.966667° и. д.) и Лае (0,6 км2, 8°56′ с. ш. 166°14′ и. д. / 8.933333° с. ш. 166.233333° и. д.). При плаването си на запад, Вилялобос в края на януари открива атола Улити (3,57 км2, 9°58′ с. ш. 139°39′ и. д. / 9.966667° с. ш. 139.65° и. д.), островите Фалалоп (0,93 км2, 10°01′ с. ш. 139°47′ и. д. / 10.016667° с. ш. 139.783333° и. д.) и Фейс (2,6 км2, 9°46′ с. ш. 140°31′ и. д. / 9.766667° с. ш. 140.516667° и. д.) и о-вите Яп (100,16 км2, 9°31′ с. ш. 138°06′ и. д. / 9.516667° с. ш. 138.1° и. д.) от Каролинските острови.
След пристигането си на Филипините на остров Минданао през февруари 1543, Вилялобос основава испанско селище, но твърде скоро колонистите се оказват в крайно тежко положение. Започват да измират от болести, местните жители се отнасят особено враждебно към тях и е необходимо продоволствията да се набавят с боеве. Вилялобос започва да изпраща на изток, към Мексико кораб след кораб за помощ, но никой от тях не успява да се добере до американските брегове поради силните ветрове и течения в Тихия океан. На Вилялобос не му е било съдено да се завърне в родината си. Умира през 1547 на Молукските о-ви.